# Kärcher Municipal
Die Kärcher Municipal GmbH (bis Januar 2021 Max Holder GmbH, vormals Gebrüder Holder GmbH und Holder Maschinenbau GmbH) ist ein Hersteller von Kommunalfahrzeugen und Weinbergtraktoren mit Sitz in Reutlingen.

## Geschichte

Unternehmenslogo bis Januar 2021.

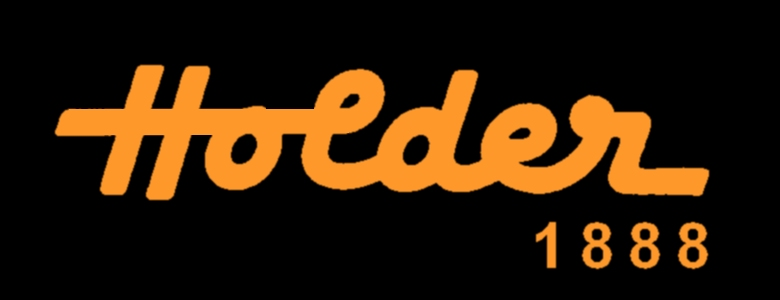
Unternehmenslogo von den Jahren 1928 bis 1959.

1888 gründeten die Brüder Christian Friedrich und Martin Holder in Urach eine Maschinenwerkstatt, in der die erste selbsttätige Pflanzenschutzspritze der Welt entwickelt und gefertigt wurde. 1902 siedelte das Unternehmen nach Metzingen um und trat fortan als Spezialist für Spritzen in der Schädlingsbekämpfung, einachsige Motorfräsen und -hacken sowie ab dem Jahr 1930 für Einachsschlepper hervor.
1953 wurde ein Vierradschlepper unter der Typenbezeichnung B10, 1954 ein in Knicklenkerbauweise konstruierter Allradschlepper unter der Typenbezeichnung A10 vorgestellt.

Holder-Schlepper der 1950er bis 1970er Jahre
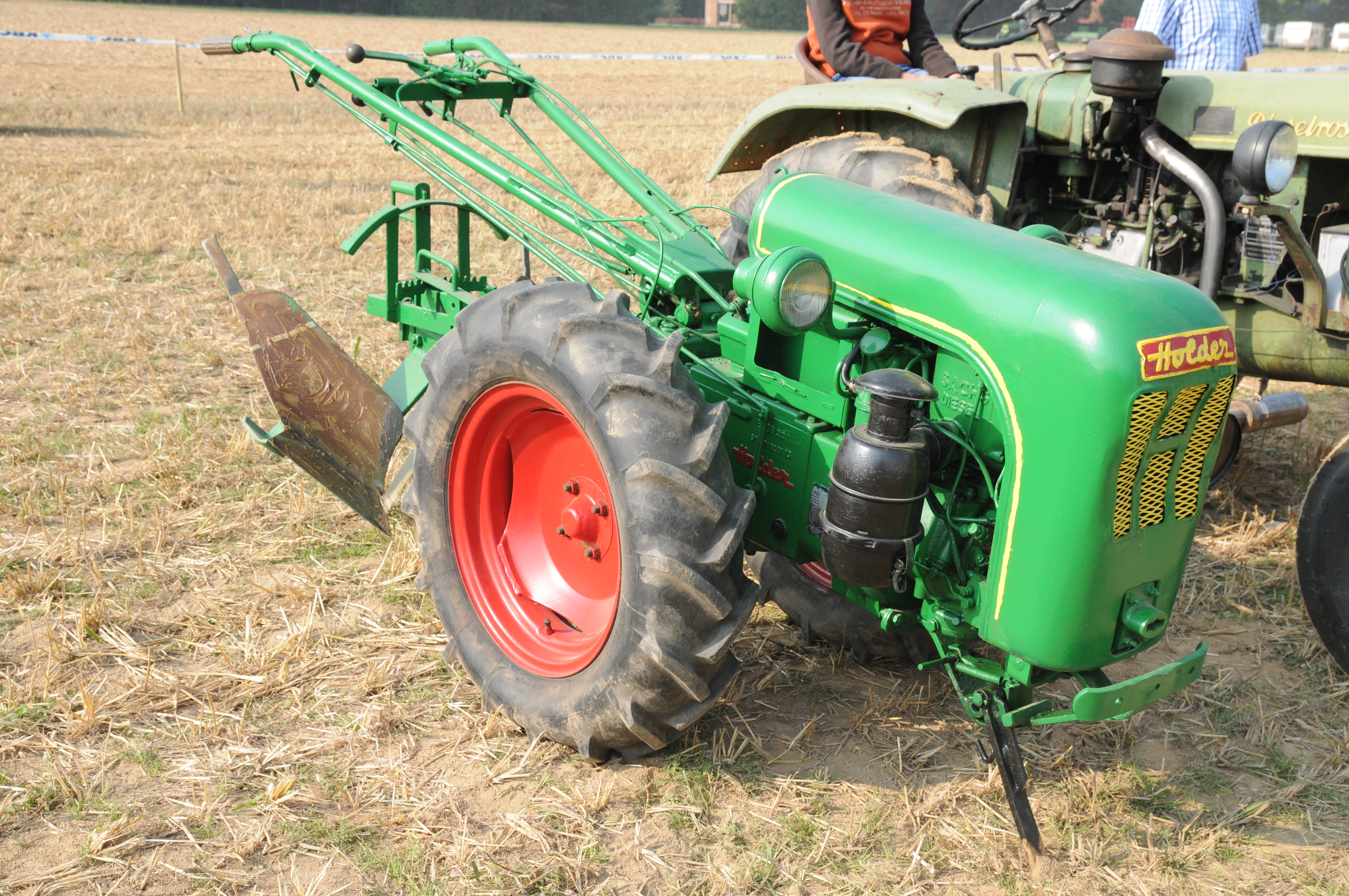
Einachser Holder E 12
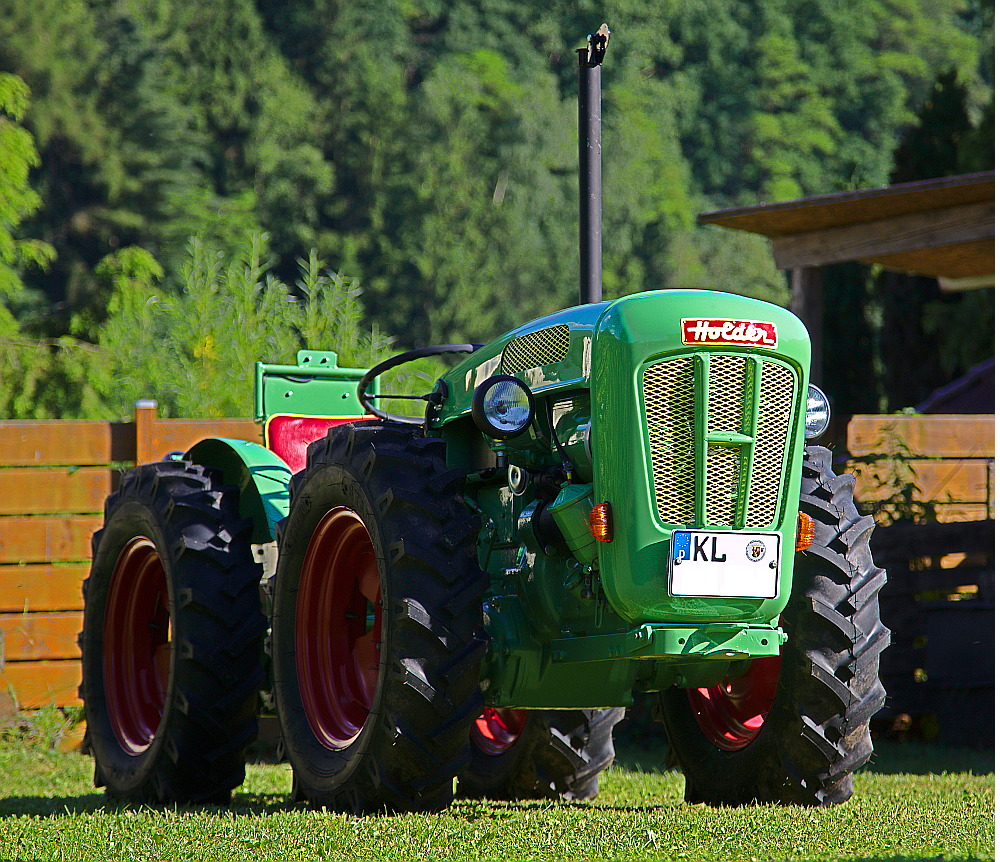
Holder A 21s (Bj. 1965)
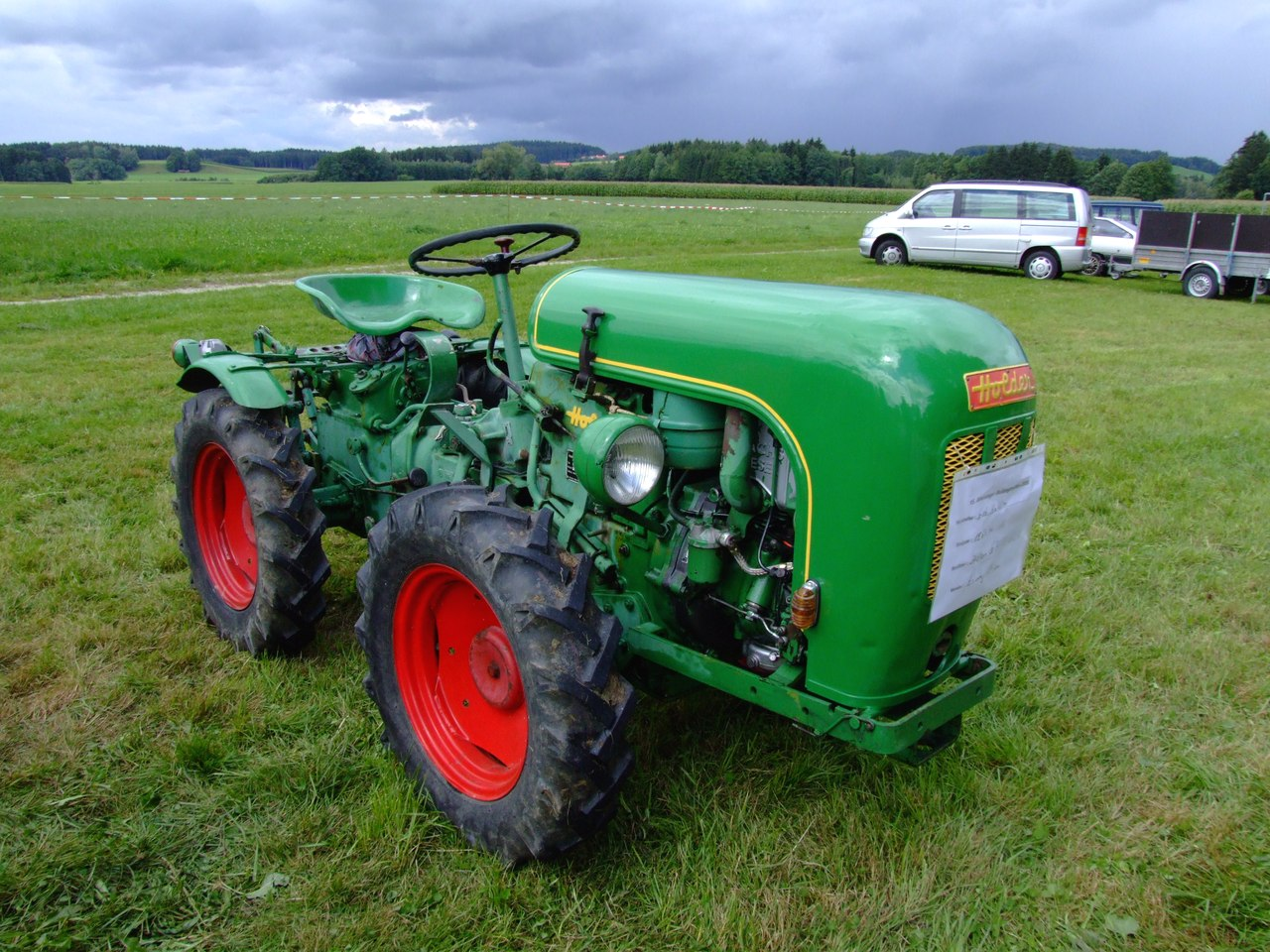
Holder A 12 (Bj. 1965)
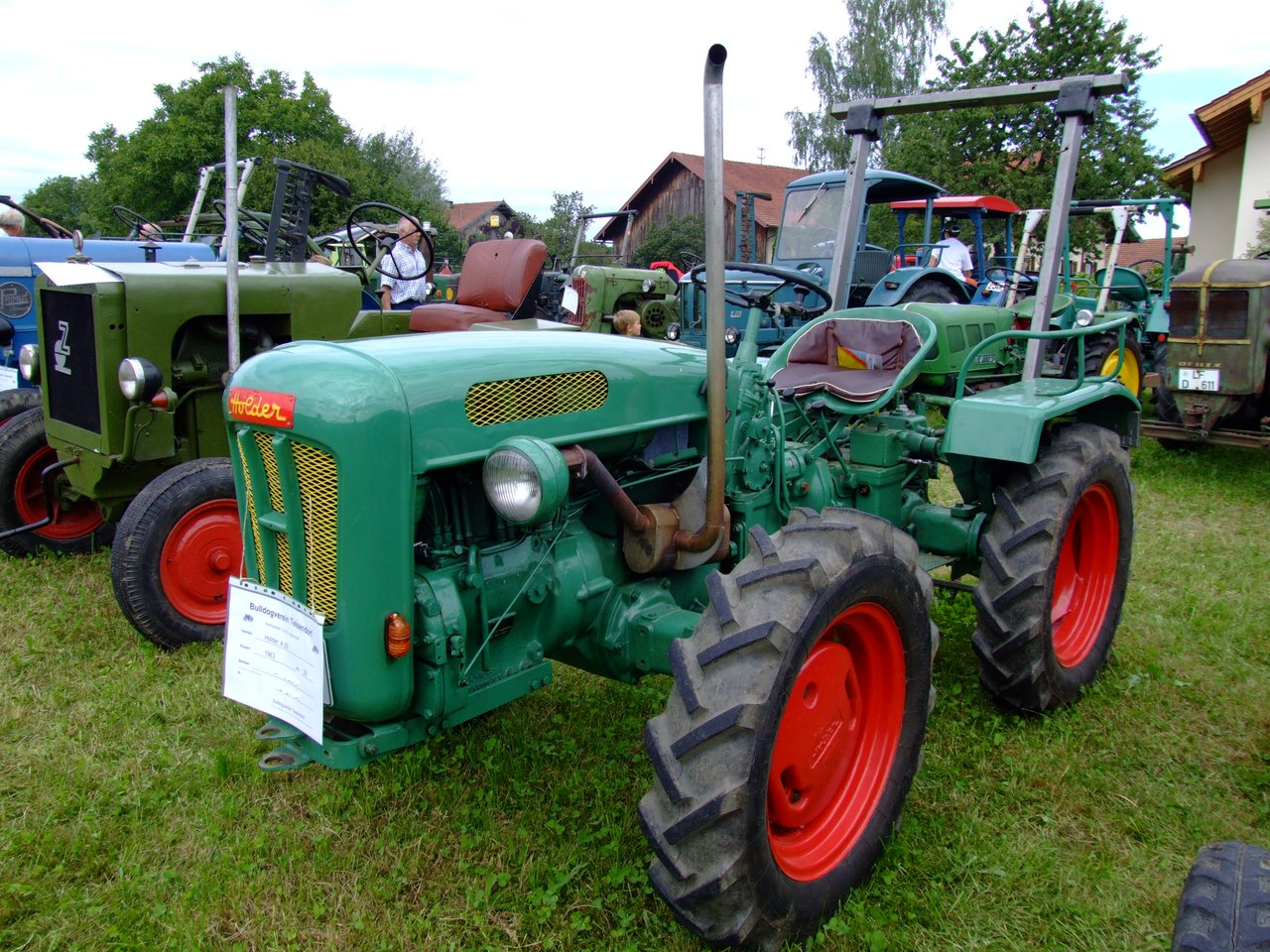
Holder A 20 (Bauzeit von 1963 bis 1967)
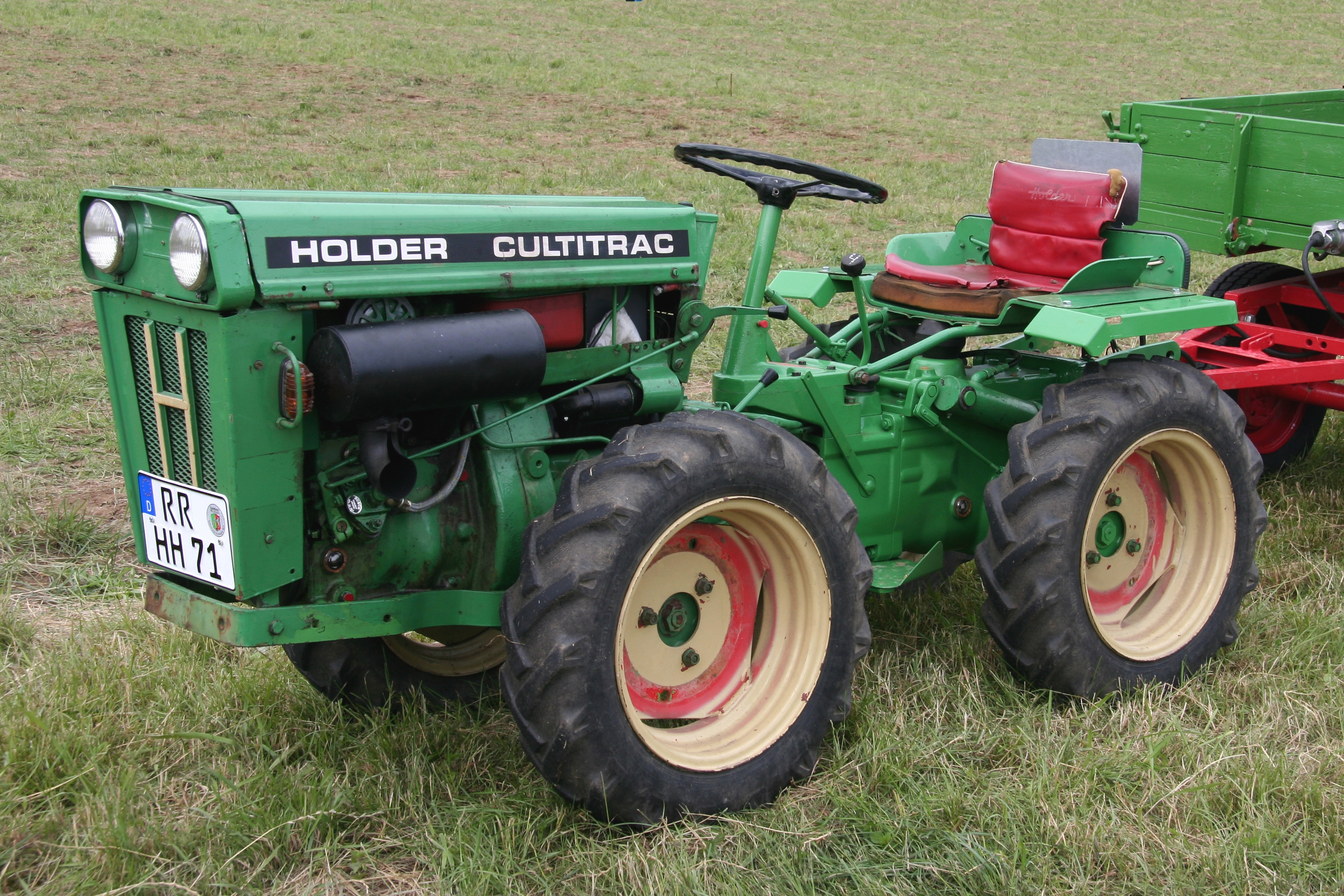
Holder A 15 (Bauzeit 1969–1973)
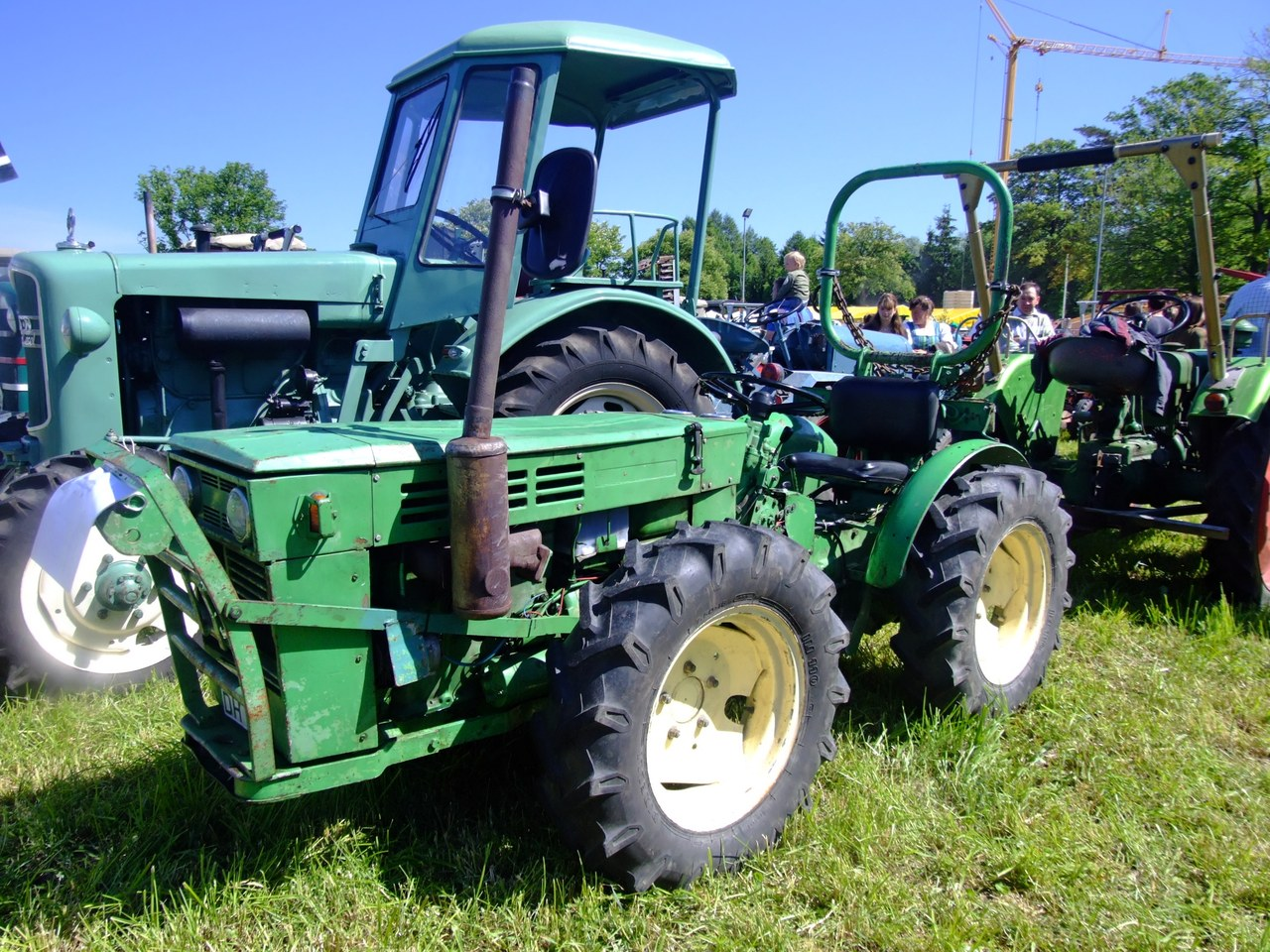
Holder A 45 (Bj. 1976)
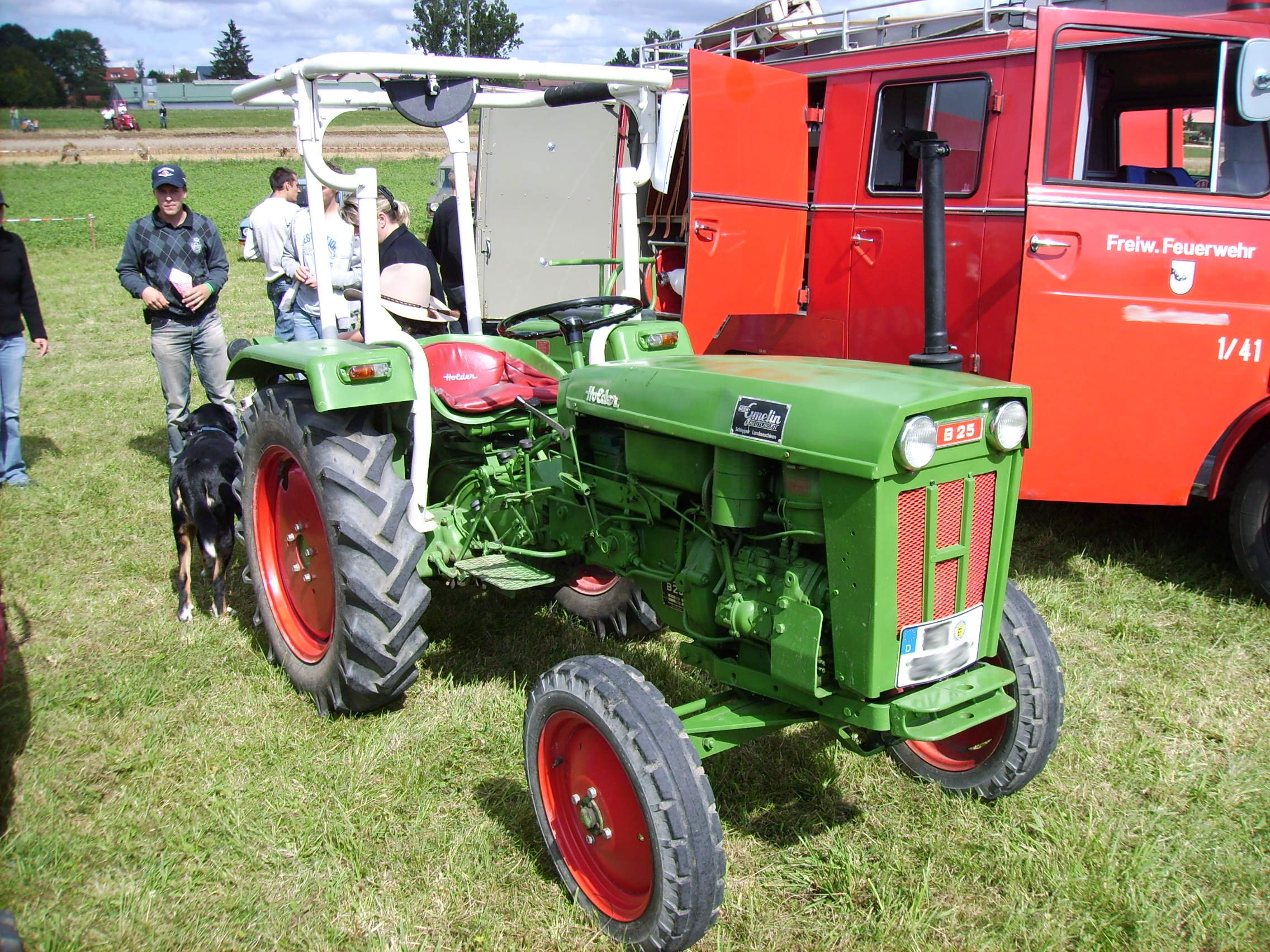
Holder B 25 (Bj. 1973)
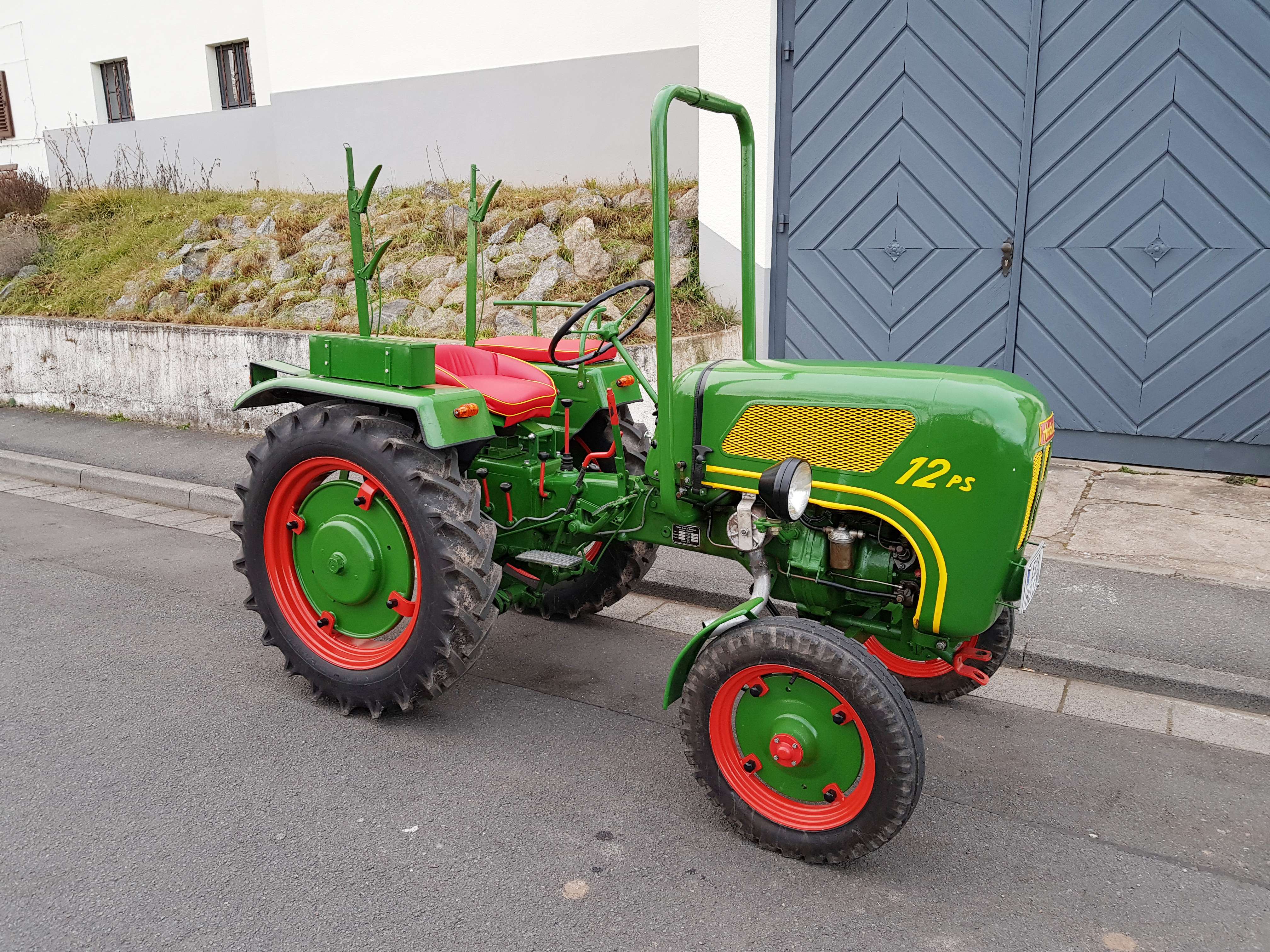
Holder B12 B (Bj. 1959)

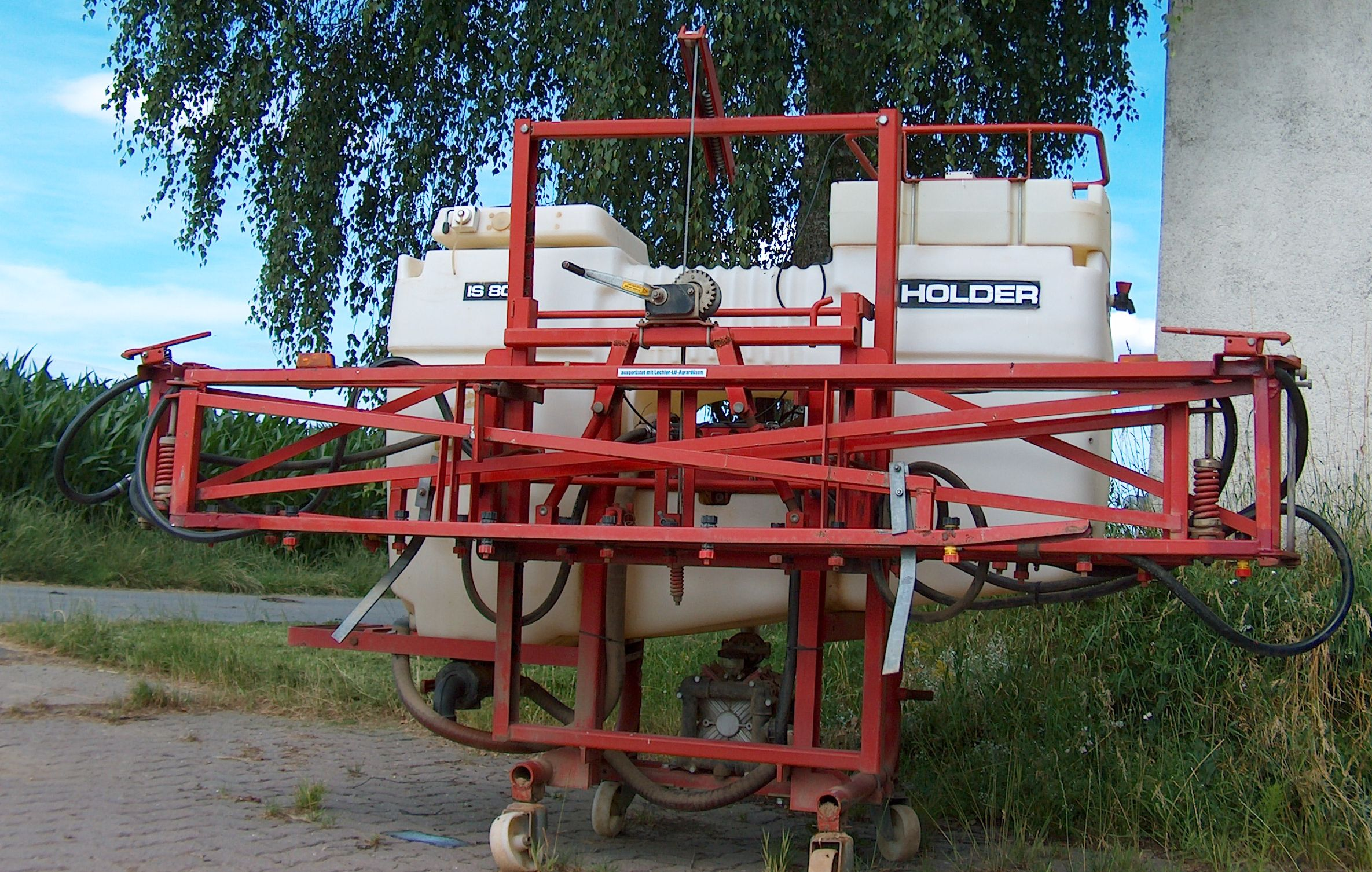
Holder-Feldspritze IS 800

1989 wurde die eigene Motorenproduktion eingestellt und seither auf Motoren der Deutz AG zurückgegriffen.
1992 wurde Holder an das japanische Unternehmen Maruyama verkauft. 1995 begann mit der Multipark-Baureihe die Produktion spezieller Kommunalfahrzeuge. 1996 übernahm u. a. einer der früheren Eigentümer das Unternehmen Holder wieder von Maruyama.
2005 übernahm der türkische Landmaschinenkonzern Uzel das Unternehmen. Am 22. April 2008 beantragte Holder die Eröffnung eines Insolvenzverfahrens beim Amtsgericht Tübingen. Vier Monate später, im Oktober 2008 übernahmen drei Gesellschafter aus Baden-Württemberg das Unternehmen. Die Feldspritzen-Sparte wurde im Folgemonat an das Unternehmen Vogel & Noot verkauft, und das Unternehmen firmierte Ende 2008 in Max Holder GmbH um. Im Jahr 2018 bezog die Max Holder GmbH ihren neuen Unternehmenssitz in Reutlingen, wenige Kilometer vom bisherigen Sitz Metzingen entfernt. Ende September 2019 gab die Alfred Kärcher SE & Co. KG bekannt, sämtliche Geschäftsanteile der Max Holder GmbH übernommen zu haben.
Im Januar 2021 wurde die Max Holder GmbH in die neu gegründete Kärcher Municipal GmbH integriert.

## Aktuelles Fahrzeugprogramm
Im Jahr 2010 wurden Fahrzeuge in sechs Produktlinien gefertigt: Knickgelenkte Kompakt-Geräteträger, Schmalspurtraktoren für Sonderkulturen sowie mit Frontladern ausgerüstete Spezialschlepper. Die durchgängig mit vier gleich großen Rädern und Allradantrieb sowie mit Perkins-, Kubota- oder Deutz-Motoren ausgestatteten Fahrzeuge können jeweils mit verschiedenen Anbaugeräten bzw. Aufbauten versehen werden.
Bei den Geräteträger-Baureihen V, C, M und S ist die Fahrerkabine über der Vorderachse montiert. Bei den Baureihen L und F befindet sich der Fahrerplatz (offen mit Sicherheitsbügel oder mit Kabine) traktortypisch über der Hinterachse.
Kommunalfahrzeuge:
- X-Reihe: X 30 mit 19,7 kW (27 PS)
- C-Reihe: C 250 und C 350, beide mit 36,5 kW (50 PS)
- C-Reihe: C 270 und C 370, beide mit 50 kW (67 PS)
- M-Reihe: M 480 mit 56,5 kW (77 PS)
- L-Reihe: L 560 mit 45,9 kW (62 PS) und L 780 mit 56,5 kW (77 PS)
- S-Reihe: S 990 mit 68 kW (92 PS)

Weinbau- und Obstbaufahrzeuge:
- F-Reihe: F 560 mit 45,9 kW (62 PS) und F 780 mit 56,5 kW (77 PS)
- M-Reihe: M 480 Sonderkultur mit 56,5 kW (77 PS)
- S-Reihe: S 990 Sonderkultur mit 68 kW (92 PS)

Fahrzeuge der aktuellen Baureihen
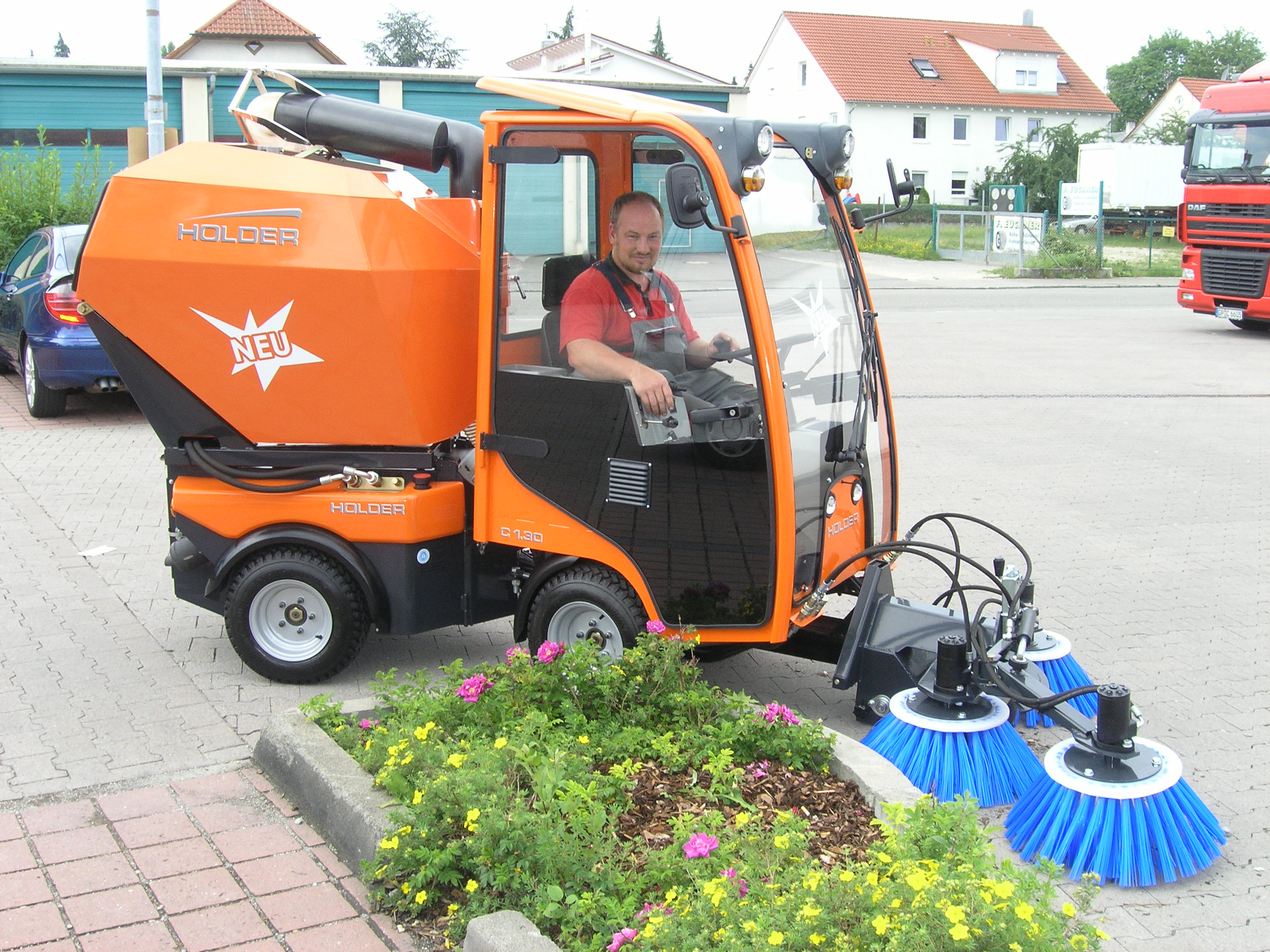
Holder V 130 (27 PS) als Kehrmaschine
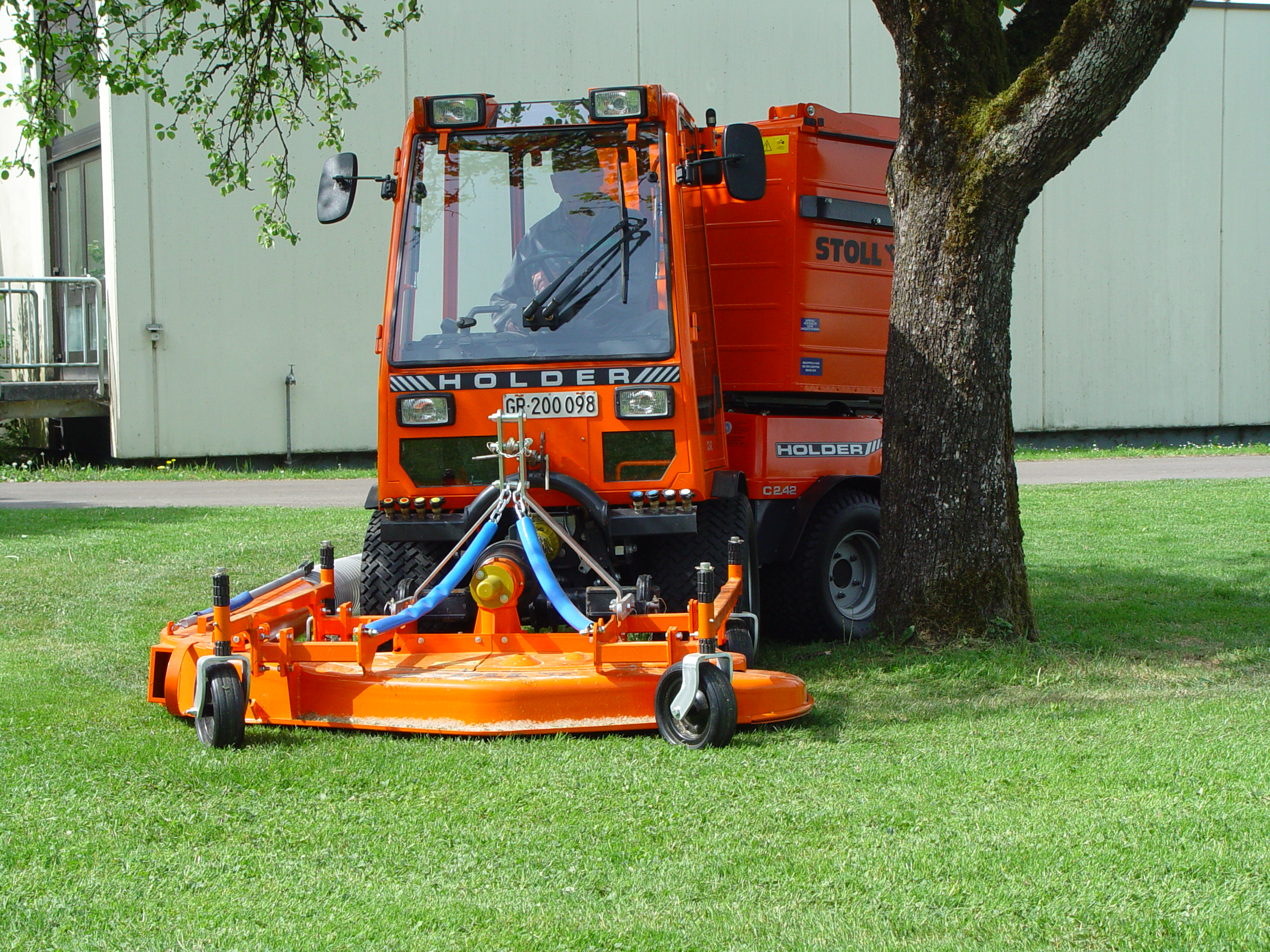
Holder C 245 (42 PS) mit Mähsaug-Kombination
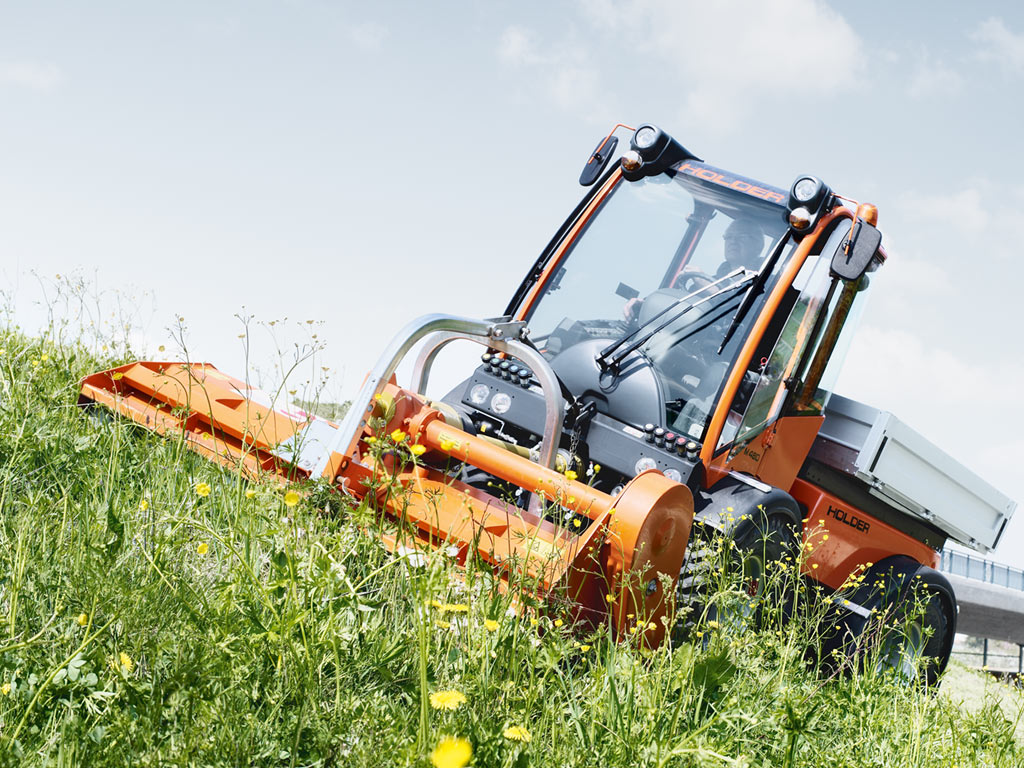
Holder M 480 (77 PS) mit Mulchmäher und Pritsche
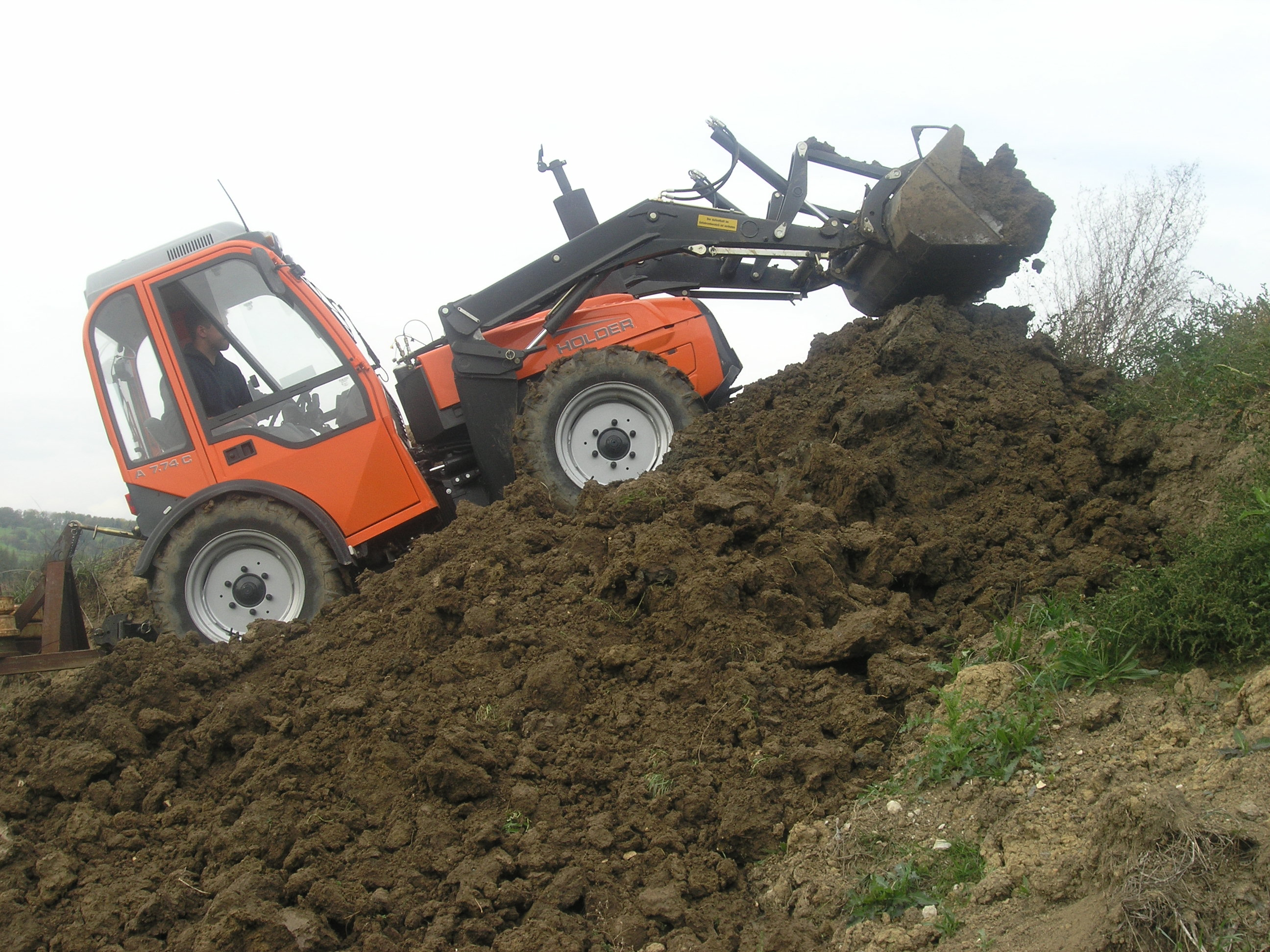
Holder L 780 (77 PS) mit Frontlader bei Erdarbeiten
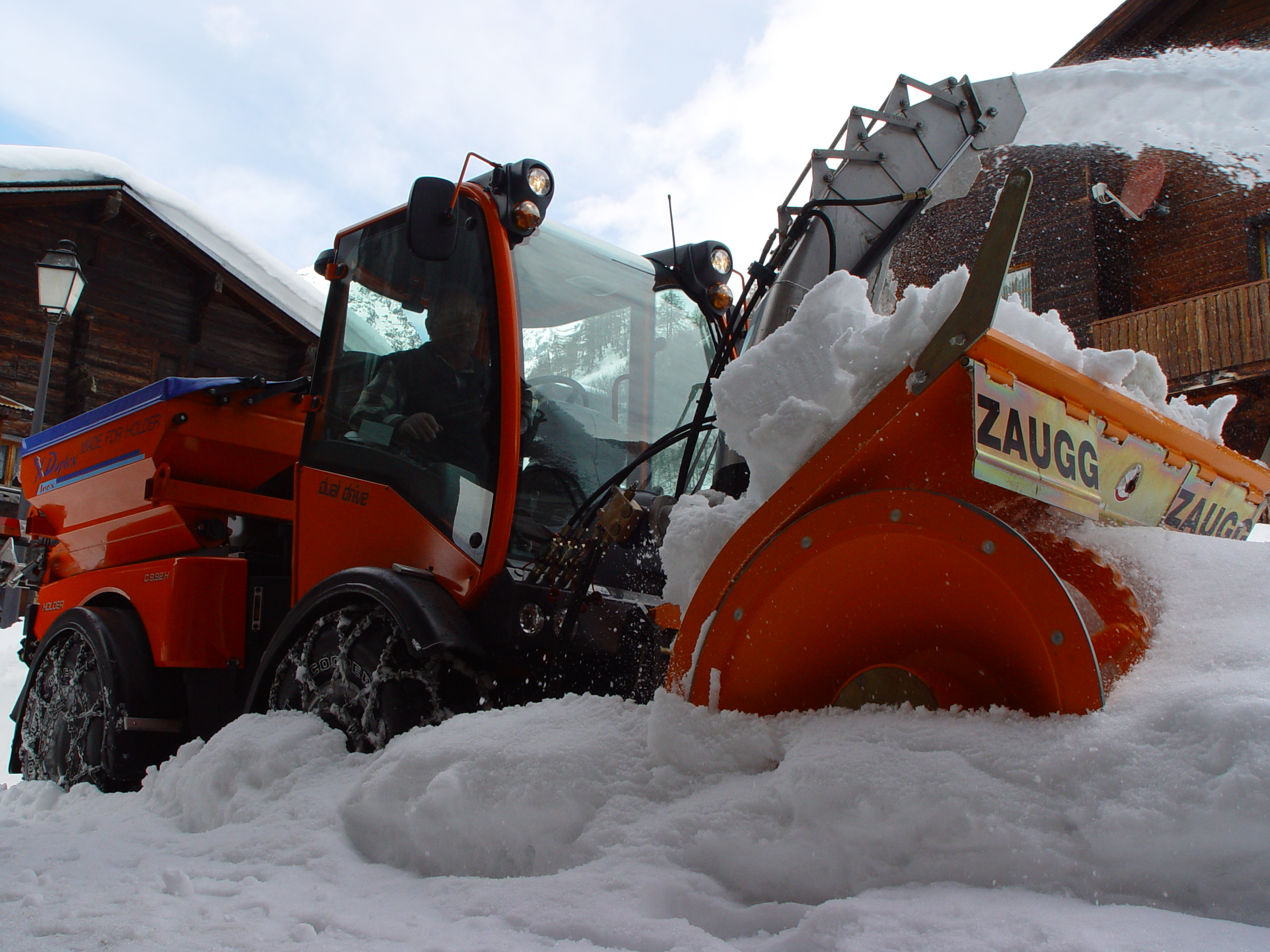
Holder S 990 (92 PS) mit Schneefräse und Streuer im Winterdienst
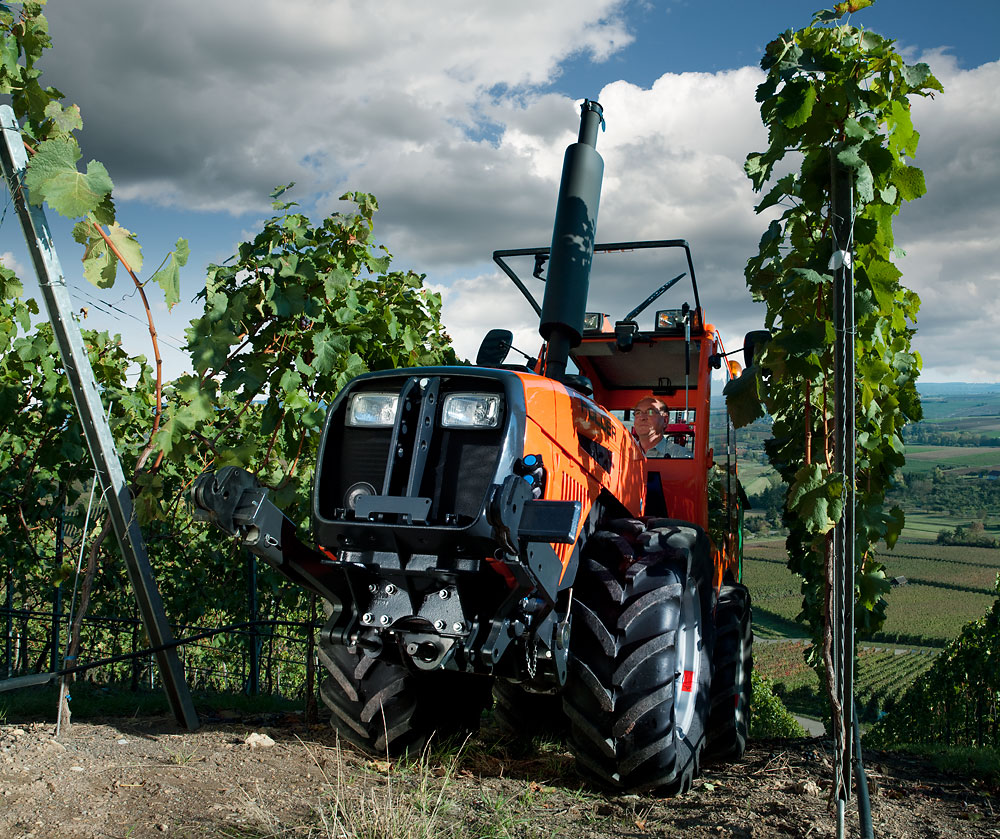
Holder F 560 (62 PS), Schmalspurtraktor im Weinberg